# イオン富雄店
イオン富雄店（イオンとみおてん）は奈良県奈良市富雄元町二丁目にあった大型商業施設（ショッピングセンター）である。

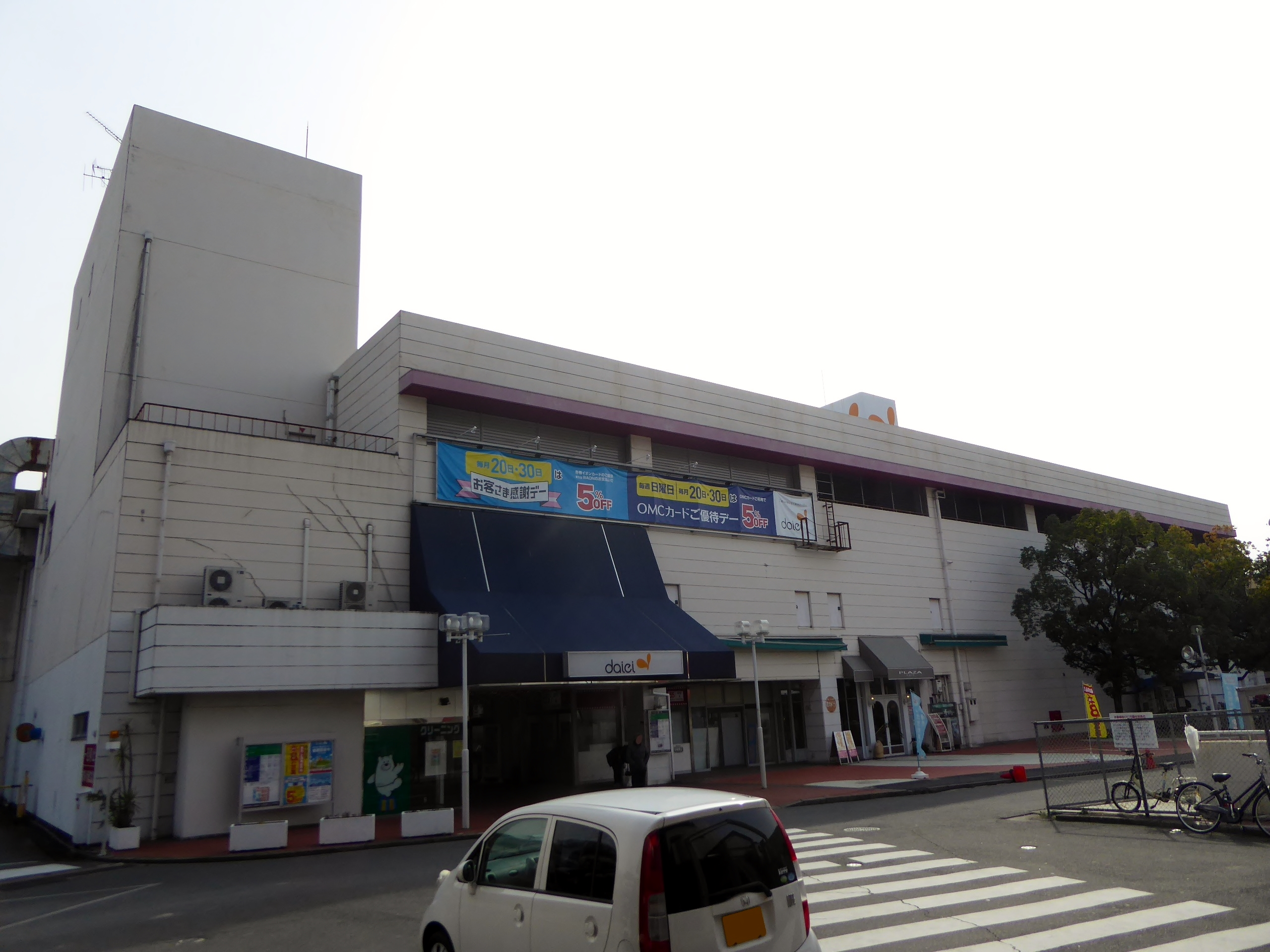
ダイエー時代の2016年2月5日撮影

## 概要
開業当初はユニードだった。この富雄店はかつてユニードが本州に出店した最東端の店舗であり、一時期は奈良県に唯一存在するダイエー店舗でもあった（2005年に奈良店が閉店した為）。
1983年にユニードが営業圏再編に伴い（ユニードがダイエーに合併される以前に）ダイエーに譲渡し「ダイエー富雄店」に、1995年には子会社の「関西ユニード」が清算され、ダイエーの完全直営化となった。
以前は構内北側に奈良交通の路線バス富雄停留所があった。後に富雄川の西側（富雄駅旧バスターミナル）に移転した。
2016年3月1日より営業権がイオンリテールに承継され、同年3月27日をもってダイエーとしての営業を終了。2日間の改装期間を経て、3月30日に「イオン富雄店」に改称された。
2019年10月31日をもって閉店することが店頭で告知され、「ユニード富雄店」として開業以来、「ダイエー富雄店」としての営業期間を含め46年の歴史に幕を下ろした。店舗は解体され、総合地所によりマンション「ルネ富雄」が建設された。
当店の移管後はグルメシティ北大和店がダイエー（2015年2月28日まではグルメシティ近畿）の運営する奈良県唯一の店舗となったが、2017年2月28日に同店が閉店したことでダイエーは奈良県から完全撤退していた。しかし、2019年3月1日に山陽マルナカ（後のマックスバリュ西日本、現在はフジ）から関西地区の「マルナカ」14店舗がダイエーへ移管された関係で、近隣地（約3km南東）のイオンタウン富雄南にある「マルナカ富雄南店」（開業当初は「マックスバリュ富雄南店」）がダイエー店舗（同時に奈良県内で唯一のダイエー店舗）となり、2021年12月1日に屋号を「ダイエー」に変更したことで、約5年8ヶ月ぶりに奈良県に「ダイエー」の屋号が復活した。

## フロア構造
| 階   | フロア概要                                           |
| ---- | ---------------------------------------------------- |
| 屋上 | 駐車場                                               |
| 3F   | 駐車場                                               |
| 2F   | 衣料品・文具・専門店                                 |
| 1F   | 日用品・消耗品・インテリア・医薬品・サイクル・専門店 |
| B1F  | 食料品、酒、専門店                                   |

## テナント
- アシーネ
- メガネの三城
- ライフクリーナー

など多数